# Адам Знаміровський
Адам Знаміровський ОП (пол. Adam Znamirowski; у хрещенні Анатолій; 12 грудня 1910, м. Перемишль, Польща — 2 липня 1941, м. Чортків, нині Україна) — польський католицький священник, слуга Божий католицької церкви, вбитий НКВС.

## Життєпис
Адам Знаміровський 12 грудня 1910 року у місті Перемишлі в сім'ї Олександра і Луції Шелевич.
25 травня 1929 року у Перемишлі отримав свідоцтво про зрілість. Вступив до єпархіальної духовної семінарії у Перемишлі. 1 жовтня 1929 року розпочав своє канцелярське життя в семінарії, де 7 грудня того ж року я отримав сутану, а через рік — новий канцелярський постриг. Після другого року навчання з дозволу о. єпископа Анатоля Новака (пол. Anatola Nowaka) залишив семінарію.
1 жовтня 1931 року він вступив до ордена проповідників. Після закінчення річного новиціату 4 жовтня 1932 року він прийняв перші чернечі обіти, після чого вступив до філософсько-богословського училища, яке проходив у Львівському монастирі Тіла Христового. 16 липня 1936 року прибув на парафію до Чорткова. Хворів на відкриту форму туберкульозу.
2 липня 1941 року вбитий НКВС пострілом в потилицю на березі річки Серет в Чорткові.

### Беатифікаційний процес
Від 12 листопада 2006 року триває беатифікаційний процес прилучення о. Адама Знаміровського до лику блаженних.